# 松原町 (昭島市)
松原町（まつばらちょう）とは東京都昭島市の町名。現行行政地名は松原町一丁目から松原町五丁目。住居表示実施済み区域。

## 地理
昭島市の西部に位置する。北から時計回りに美堀町、拝島町、田中町、昭和町、上川原町、緑町及び福生市熊川に隣接する。北端に青梅線が走っており、東から松原町一丁目、松原町二丁目、松原町三丁目、松原町四丁目、松原町五丁目の順に配置され、住宅地と商業施設が混在している。

### 地価
住宅地の地価は、2025年（令和7年）1月1日の公示地価によれば、松原町5-10-5の地点で20万8000円/m2となっている。

## 歴史

### 地名の由来
旧・拝島村内の小字である「松原」および「松原上」に由来する。

## 世帯数と人口
2025年（令和7年）6月1日現在（昭島市発表）の世帯数と人口は以下の通りである。
| 丁目         | 世帯数    | 人口    |
| ------------ | --------- | ------- |
| 松原町一丁目 | 1,922世帯 | 4,034人 |
| 松原町二丁目 | 659世帯   | 1,163人 |
| 松原町三丁目 | 632世帯   | 1,342人 |
| 松原町四丁目 | 513世帯   | 866人   |
| 松原町五丁目 | 832世帯   | 1,502人 |
| 計           | 4,558世帯 | 8,907人 |

### 人口の変遷
国勢調査による人口の推移。
| 年                 | 人口  |
| ------------------ | ----- |
| 1995年（平成7年）  | 7,003 |
| 2000年（平成12年） | 7,018 |
| 2005年（平成17年） | 6,684 |
| 2010年（平成22年） | 8,998 |
| 2015年（平成27年） | 9,015 |
| 2020年（令和2年）  | 9,017 |

### 世帯数の変遷
国勢調査による世帯数の推移。
| 年                 | 世帯数 |
| ------------------ | ------ |
| 1995年（平成7年）  | 2,822  |
| 2000年（平成12年） | 2,961  |
| 2005年（平成17年） | 2,941  |
| 2010年（平成22年） | 3,927  |
| 2015年（平成27年） | 3,939  |
| 2020年（令和2年）  | 4,202  |

## 学区
市立小・中学校に通う場合、学区は以下の通りとなる（2024年8月時点）。
| 丁目         | 番地                                                     | 小学校                 | 中学校             |
| ------------ | -------------------------------------------------------- | ---------------------- | ------------------ |
| 松原町一丁目 | 2〜5番、7〜10番 14〜18番、27〜36番                       | 昭島市立光華小学校     | 昭島市立清泉中学校 |
| 松原町一丁目 | 1・6番、11〜13番 19番、23〜26番                          | 昭島市立拝島第二小学校 | 昭島市立拝島中学校 |
| 松原町二丁目 | 1番 2番1〜6・15〜22号 8番1〜5・22〜27号 9〜10番 14〜16番 | 昭島市立拝島第二小学校 | 昭島市立拝島中学校 |
| 松原町二丁目 | 2番7〜14号 3〜7番 8番6〜20号 11〜13番                    | 昭島市立拝島第三小学校 | 昭島市立拝島中学校 |
| 松原町三丁目 | 全域                                                     | 昭島市立拝島第三小学校 | 昭島市立拝島中学校 |
| 松原町四丁目 | 全域                                                     | 昭島市立拝島第三小学校 | 昭島市立拝島中学校 |
| 松原町五丁目 | 全域                                                     | 昭島市立拝島第三小学校 | 昭島市立拝島中学校 |

## 交通

### 鉄道
東日本旅客鉄道（JR東日本）青梅線・五日市線・八高線：拝島駅が置かれている。西武鉄道拝島線拝島駅の設備は北で隣接する美堀町にあたる。

### 道路
- 国道16号（東京環状）
- 東京都道164号拝島停車場線
- 東京都道220号昭島停車場熊川線

## 事業所
2021年（令和3年）現在の経済センサス調査による事業所数と従業員数は以下の通りである。
| 丁目         | 事業所数  | 従業員数 |
| ------------ | --------- | -------- |
| 松原町一丁目 | 62事業所  | 918人    |
| 松原町二丁目 | 48事業所  | 568人    |
| 松原町三丁目 | 60事業所  | 2,342人  |
| 松原町四丁目 | 117事業所 | 1,065人  |
| 松原町五丁目 | 72事業所  | 337人    |
| 計           | 359事業所 | 5,230人  |

### 事業者数の変遷
経済センサスによる事業所数の推移。
| 年                 | 事業者数 |
| ------------------ | -------- |
| 2016年（平成28年） | 367      |
| 2021年（令和3年）  | 359      |

### 従業員数の変遷
経済センサスによる従業員数の推移。
| 年                 | 従業員数 |
| ------------------ | -------- |
| 2016年（平成28年） | 4,999    |
| 2021年（令和3年）  | 5,230    |

## 施設
- 昭島郵便局
- 昭島消防署
- 東京西徳洲会病院
- 理学ロジスティクス
- 昭島市立拝島第三小学校
- 松原保育園

## その他

### 日本郵便
- 郵便番号 : 196-0003[2]（集配局 : 昭島郵便局[14]）。